# Ramon Avanceña

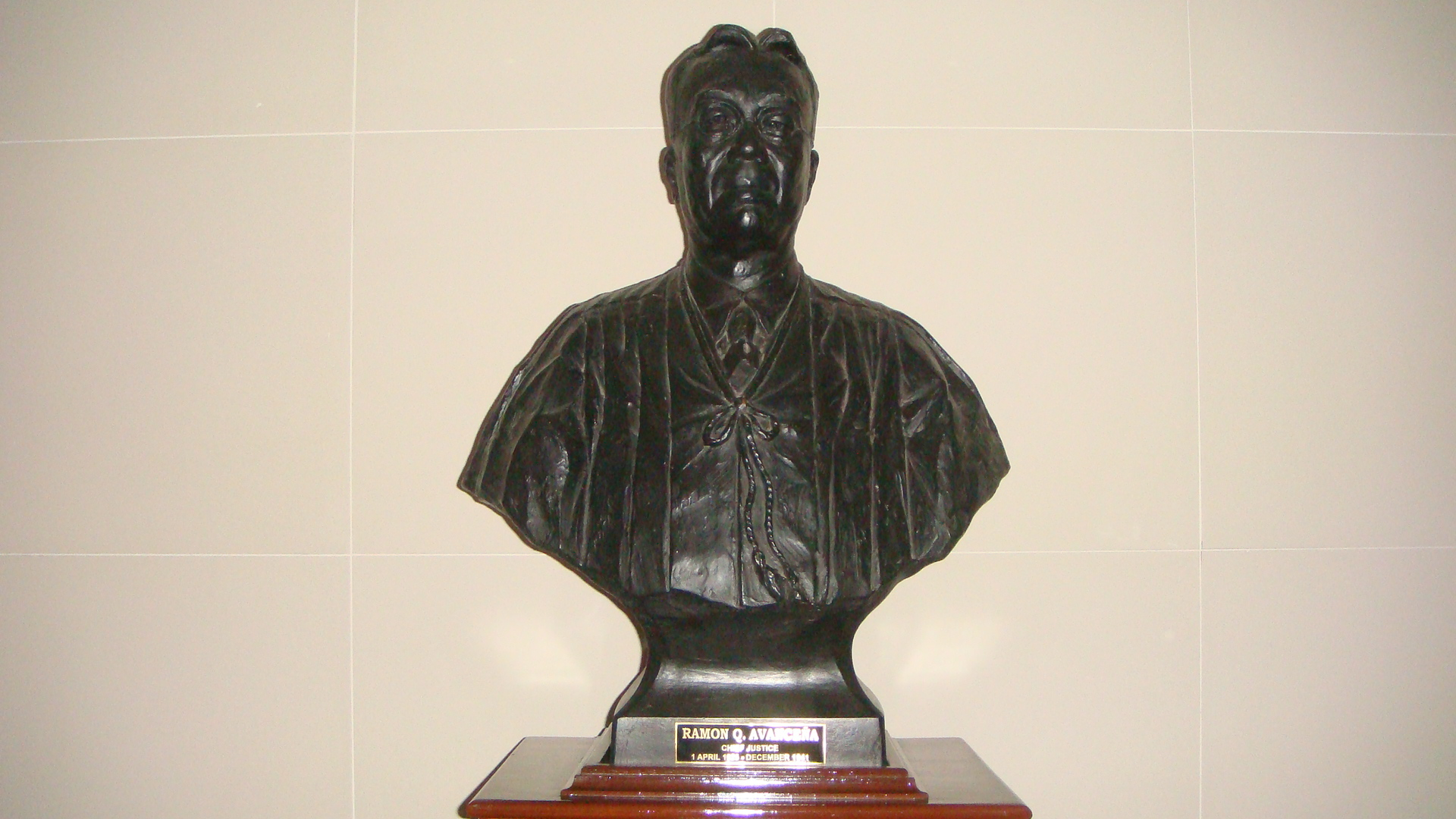
Ramon Avanceña

Ramon Q. Avanceña (Iloilo City, 13 april 1872 - 12 juni 1957) was een Filipijnse rechter en de 4e opperrechter van het Filipijnse hooggerechtshof. Hij nam vlak voor de Japanse bezetting ontslag en was later nog vicepresident onder Jose Laurel en zijn door de Japanners aangestelde regering.

## Biografie
Ramon Avanceña werd geboren op 13 april 1872 in Molo in Iloilo City. Zijn ouders waren Lucas Avanceña en Petra Quisay. Hij behaalde een Bachelor of Arts-diploma aan het Colegio de San Juan de Letran en in 1898 bovendien een Bachelor-diploma Rechten aan de University of Santo Tomas. Avanceña diende als juridisch adviseur voor de revolutionaire regering in Iloilo, Capiz en Antique. In de laatste fase van de Filipijnse Revolutie werd hij aangesteld als onderhandelaar met de Amerikaanse troepen op Panay. Door de Amerikanen werd hij aangesteld als assistent openbaar aanklager bij het Bureau of Justice. In 1905 promoveerde hij tot hulprechter. Van 1914 tot 1917 was Avanceña de belangrijkste openbaar aanklager (Attorney-General), waarna hij werd benoemd als rechter in het Filipijns hooggerechtshof. Na de dood van Manuel Araullo in 1924 volgde een benoeming tot opperrechter van het hooggerechtshof. Deze benoeming werd in 1925 geformaliseerd. Toen de Japanse bezetting van het land aanstaande was, nam hij ontslag, om maar niet gescheiden van zijn familie in ballingschap te hoeven gaan.
Ramon Avanceña overleed in 1957 op 85-jarige leeftijd aan de gevolgen van kanker. Hij was getrouwd met Proserfina Abad en kreeg met haar zes kinderen: Jesus, Martin, Alberto, Emilio, Jovita en Miguel.